# Teleki Ádám (költő)
Teleki Ádám gróf (1740. – 1792. április 20.) költő, műfordító, Doboka vármegyei főispán, erdélyi kormányszéki tanácsos.
Teleki Ádám gróf tábornok és Toroczkay Klára fia. 1773-ban „császári és királyi felség aranykulcsos híve és Kővár vidéke főkapitánya” volt. II. József uralkodása idején a kolozsvári kerületben királyi biztos, Belső-Szolnok és Doboka főispánja, Kolos-, Torda- és Közép-Szolnok vármegyék adminisztrátora volt.

## Munkái
- Emlékeztető oszlop neje, Wesselényi Mária bárónő halálára (Kolozsvár, 1773). Gyászoló költemény; a hasonló verses búcsúztatók írása hagyomány volt a Telekiek körében.
- Cid. Szomorújáték. Mellyet hajdon Corneille Péter franczia nyelven készített. Mostan pedig magyar versekbe foglalt [gróf Teleki Ádám] (Kolozsvár, 1773).

Corneille francia klasszicista drámaíró Cidjének magyarra fordítása. Az előszóban a fordító a kételkedőkkel szemben védelmébe veszi a magyar nyelvet és a nemzeti irodalmat. Hiányolja a magyar színjátszást, a magyar nyelvű színdarabokat; fordításával kedvet akart ébreszteni hasonló munkák írására.
A magyar nyelvű Cid megjelenését Bessenyei György üdvözölte és követendő példának állította 1779. évi Holmijában.